# Vân Tùng
Vân Tùng là thị trấn huyện lỵ của huyện Ngân Sơn, tỉnh Bắc Kạn, Việt Nam.

## Địa lý
Thị trấn Vân Tùng có vị trí địa lý:
- Phía bắc giáp xã Cốc Đán và xã Thượng Ân
- Phía đông giáp xã Đức Vân và xã Thượng Quan
- Phía nam giáp xã Thượng Quan và thị trấn Nà Phặc
- Phía tây giáp thị trấn Nà Phặc và các xã Trung Hòa, Cốc Đán.

Thị trấn có diện tích 51,10 km², dân số năm 2022 là 5.590 người, mật độ dân số đạt 109 người/km².
Vân Tùng có tuyến quốc lộ 3 chạy qua địa bàn theo chiều tây - đông, trên tuyến có cầu Ngân Sơn. Ngoài ra, thị trấn cũng có tuyến đường liên xã đi về phía nam nối với quốc lộ 279 tại xã Thuần Mang. Vân Tùng nằm tại thượng nguồn của sông Ngân Sơn, các dòng suối chảy trên địa bàn gồm có suối Đông Piêu, suối Bản Phiêu, suối Lốc Lù, suối Cốc Lùng.

## Hành chính
Thị trấn Vân Tùng được chia thành 8 tổ dân phố: Khu 1, Khu 2, Khu Phố, Bản Liềng, Bản Súng, Đèo Gió, Tân Ý 1, Tân Ý 2.

## Lịch sử
Địa bàn thị trấn Vân Tùng trước đây vốn là hai xã Ngân Sơn và Vân Tùng thuộc huyện Ngân Sơn.
Ngày 23 tháng 10 năm 1978, Hội đồng Chính phủ ban hành Quyết định số 269-CP. Theo đó, sáp nhập xã Ngân Sơn vào xã Vân Tùng.
Ngày 13 tháng 2 năm 2023, Ủy ban Thường vụ Quốc hội ban hành Nghị quyết số 722/NQ-UBTVQH15 (nghị quyết có hiệu lực từ ngày 10 tháng 4 năm 2023). Theo đó, thành lập thị trấn Vân Tùng trên cơ sở toàn bộ 51,10 km² diện tích tự nhiên và 5.590 người của xã Vân Tùng.